# Puente San Pablo
Puente San Pablo es una localidad de Bolivia, ubicada en el municipio de San Andrés, es la localidad más poblada de la provincia de Marbán en el Departamento del Beni. Se encuentra a 135 km de la ciudad de Trinidad, la capital departamental, en la orilla occidental del río San Pablo, que forma el límite entre los departamentos del Beni y Santa Cruz.
Cuenta con una población de 2.341 habitantes (según el Censo INE 2012), y está a una altitud de 177 m s. n. m. Fue creado el 29 de junio de 1983.
La mayor parte de su población se dedica a la agricultura, ubicándola como la primera productora de soya y arroz de la región, del cual este último llega a gran parte del país.

## Toponimia
San Pablo viene por el nombre del Apóstol San Pablo, patrón del pueblo, y puente por el puente construido sobre el río San Pablo y que es parte de la carretera entre Trinidad y Santa Cruz.

## Transporte
Puente San Pablo se encuentra a 135 kilómetros por carretera al sureste de Trinidad, la capital del departamento, justo en el límite con el departamento de Santa Cruz.
La localidad se encuentra en la carretera nacional Ruta 9 de 1631 kilómetros, que conecta las tierras bajas bolivianas desde Yacuiba en el sur hasta Guayaramerín en el norte.